# Double saintongeaise
La Double saintongeaise est une région forestière française située au sud du département de la Charente-Maritime (Haute-Saintonge), au sud-ouest de la Charente et au nord-est de la Gironde.
Elle forme la partie occidentale de la grande forêt de la Double dont le nom est souvent actuellement limité à la partie située en Dordogne sur la rive gauche de la Dronne.
Elle est composée en grande partie de pins maritimes.

## Géographie
Elle est sur le même vaste plateau forestier que sa voisine périgourdine la Double, où se succèdent petites collines et vallons, ponctués par de très nombreux étangs naturels ou artificiels dus à l'imperméabilité des sols constitués d'argile blanche, de sable et de graviers. L'altitude moyenne varie entre 50 et 100 mètres.
La forêt est limitée par la Dronne à l'est et au sud-est, qui la sépare de la Double du Périgord. Elle s'étend au nord en Charente jusqu'à Brossac, Reignac (Charente) et Baignes-Sainte-Radegonde, dans sa partie centrale en Charente-Maritime vers Chevanceaux, Montguyon, Montlieu et Montendre, et au sud en Gironde jusqu'à Reignac (Gironde) et Laruscade.
La partie comprise en Charente s'appelait aussi forêt de Chaux ou Petit Angoumois.
On a souvent distingué la Double du Périgord, à l'est de la Dronne, de la Double saintongeaise à l'ouest, qui est de même nature. Depuis la fin du XXe siècle, la dénomination Double concerne plus souvent la Double du Périgord,, mais la Double reste aussi parfois, par extension, le nom de l'ensemble de ce grand massif forestier naturel,,.

### Statut
Principalement privée, elle comprend une minuscule partie domaniale de 105 ha située sur les communes de Touvérac et de Boisbreteau en Charente : la forêt domaniale de la Grolle.

## Habitat et tourisme
La ville de Montendre occupe un site privilégié aux portes du massif de la Double. Du haut de la colline du château, on jouit d'une vue panoramique sur la forêt et les collines de Haute Saintonge.
Le bourg de Brossac offre une baignade assez renommée, l'Étang Vallier.
Les communes de la forêt de la Double saintongeaise sont les suivantes :
- Charente : Baignes-Sainte-Radegonde, Bardenac, Boisbreteau, Bors-de-Baignes, Brossac, Chantillac, Chillac, Condéon, Guizengeard, Lamérac, Médillac, Oriolles, Passirac, Reignac, Rioux-Martin, Saint-Maigrin, Saint-Vallier, Sauvignac, Le Tâtre, Touvérac, Yviers.
- Charente-Maritime : La Barde, Bedenac, Boresse-et-Martron, Boscamnant, Bussac-Forêt, Cercoux, Chamouillac, Chepniers, Clérac, La Clotte, Corignac, Courpignac, Coux, Le Fouilloux, La Genétouze, Jussas, Montendre (3 242 hab.), Montlieu-la-Garde, Neuvicq, Orignolles, Saint-Aigulin, Saint-Martin-d'Ary, Saint-Martin-de-Coux, Saint-Palais-de-Négrignac, Saint-Pierre-du-Palais, Soubran, Souméras.
- Gironde : Bayas, Chamadelle, Donnezac, Les Eglisottes-et-Chalaures, Le Fieu, Lagorce, Lapouyade, Laruscade, Maransin, Marcillac, Porchères, Reignac, Saint-Savin (3 208 hab.), Saint-Yzan-de-Soudiac, Saugon.

De petites villes comme Chalais, Coutras (8 606 habitants), Mirambeau, Montguyon, Saint-Seurin-sur-l'Isle (3 155 habitants), se trouvent à la périphérie immédiate du massif.

## Histoire
L'assainissement par drainage et le reboisement par la plantation de pins maritimes furent entrepris sous le Second Empire, de même que dans la Double voisine.

## Nature

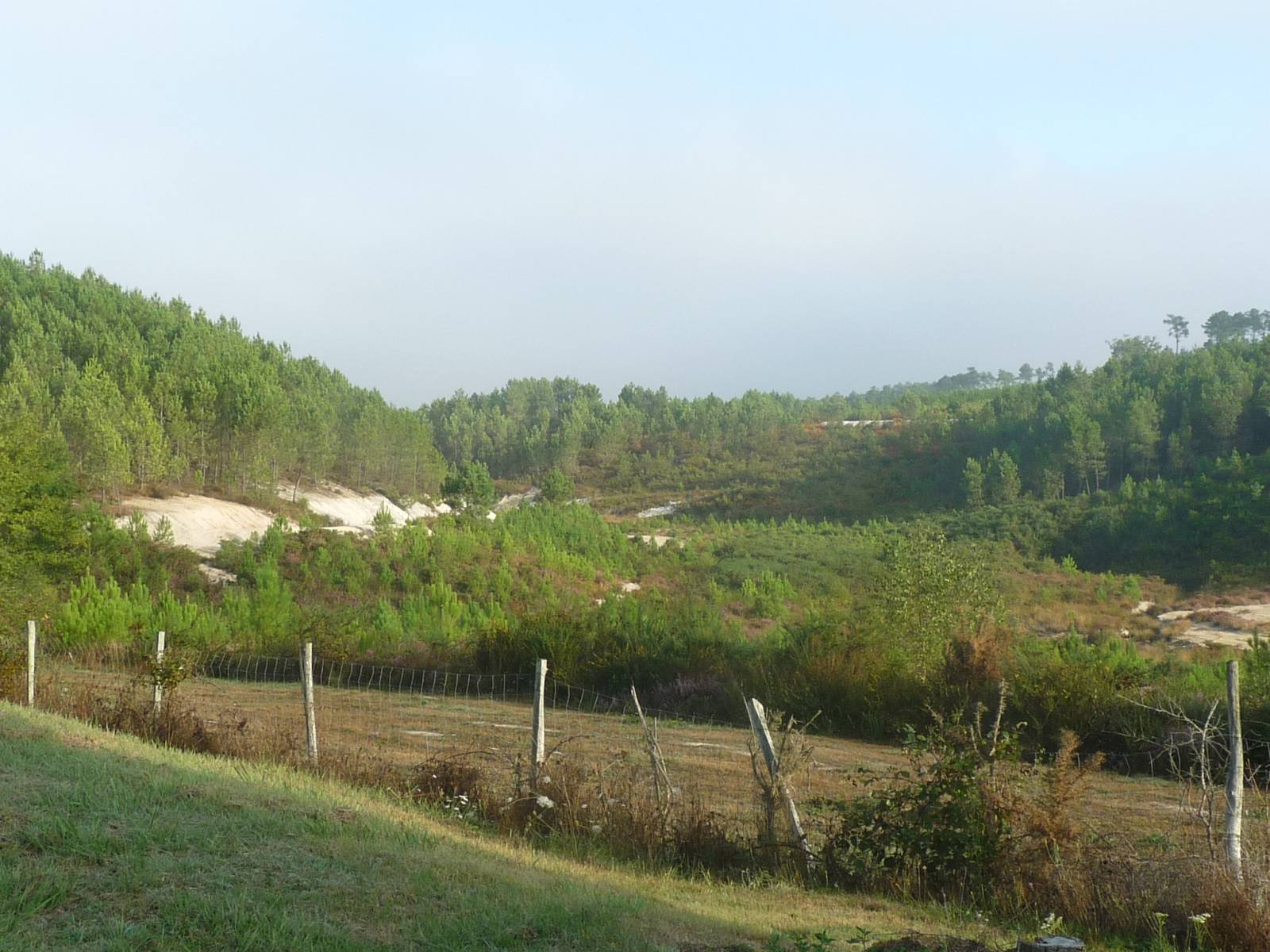
La Double près de Guizengeard.

La forêt est composée de pins maritimes (pinus pinaster), de chênes pédonculés (Quercus robur) et chênes tauzins (Quercus pyrenaica), de landes humides à bruyères ciliées (Erica ciliaris) et bruyères des marais (Erica tetralix), et de tourbières hautes.
Comme vallées, on peut citer les vallées du Lary et du Palais, coulant du nord au sud.
Dans ces tourbières, on peut y trouver notamment la cistude d'Europe (Emis orbicularis), la loutre (Lutra lutra), ou encore le vison (Mustela lutreola).

## Sites Natura 2000

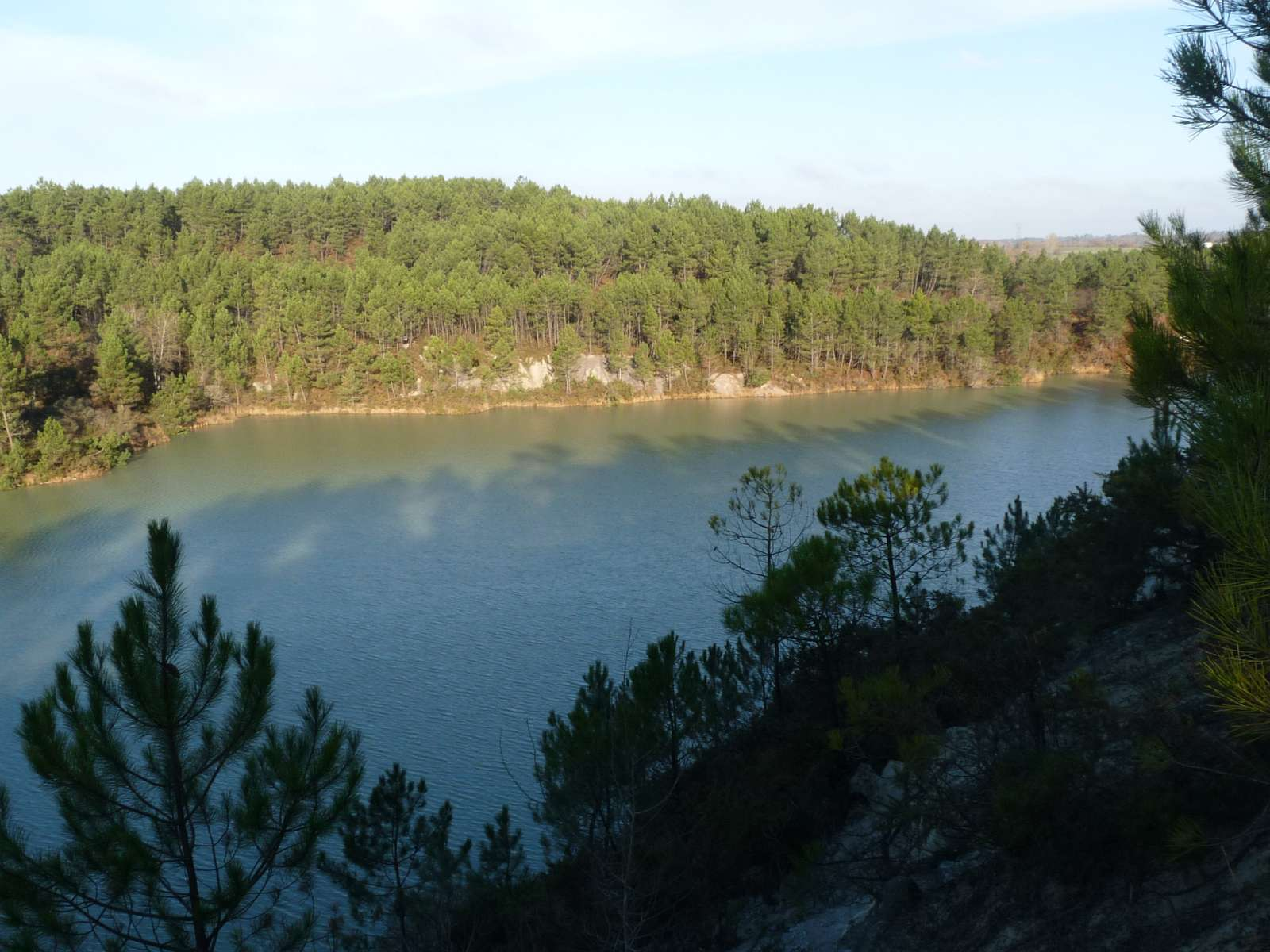
Anciennes carrières de Touvérac.

Le site	FR5400422 Landes de Touvérac-Saint-Vallier est un site de 2 222 ha éclaté en sept zones dans la Double saintongeaise. Ce sont des landes calcifuges atlantiques associées à des tourbières et des étangs.
Le site	FR5402010 Vallées du Lary et du Palais traverse la Double saintongeaise et se poursuit jusqu'à l'Isle.

## Industrie
- Extraction d'argile et de kaolin à Oriolles dans le département de la Charente ainsi qu'à Clérac en Charente-Maritime.